# Homestead (Missouri)
Homestead – wieś w Stanach Zjednoczonych, w stanie Missouri, w hrabstwie Ray.